# Jagoda Truhelka
Jagoda Truhelka, née le 5 février 1864 et morte le 17 décembre 1957, est une écrivaine et pédagogue yougoslave. Originaire de Slavonie, Truhelka a travaillé comme enseignante et directrice à Osijek, Zagreb, Gospić, Banja Luka et Sarajevo. Ses romans sont remarquables pour se concentrer sur les personnages féminins et traiter des droits des femmes, mais Truhelka est surtout connue pour sa littérature pour enfants.

## Origines familiales et éducation
Truhelka naît le 5 février 1864 à Osijek, capitale du Royaume de Slavonie, en Empire d'Autriche. Elle est l'aînée des trois enfants de Marija (née Schön) et d'Antun Vjenceslav Truhelka. Ses parents sont tous deux des immigrants en Slavonie ; son père, enseignant, est tchèque et sa mère, souabe du Danube. Elle fréquente un Gymnasium à Osijek. Après la mort de son père en 1878, Truhelka s'installe à Zagreb, capitale du royaume de Croatie-Slavonie (Autriche-Hongrie) récemment constitué, avec sa mère et ses jeunes frères, Dragoš et Ćiro Truhelka.
Truhelka poursuit ses études à Zagreb, dans l'intention de suivre les traces de son père. Elle reçoit son diplôme de professeur en 1882.

## Écrivaine et militante féministe
Truhelka se considérait elle-même avant tout comme une éducatrice, mettant l'accent sur son éducation et sa formation; l'écriture était quelque chose qui "est venu tout seul, involontaire, non préparé et sans prétention". Elle a publié une douzaine de nouvelles, plusieurs nouvelles et deux romans. En 1900, Jagoda Truhelka et Marija Jambrišak ont lancé le magazine Domaće ognjište (« Le Foyer de la maison »), qui a attiré une contribution importante d'autres femmes écrivains. Antun Gustav Matoš a déclaré que le magazine avait "une importance inestimable" car il n'était "pas seulement un journal pédagogique mais aussi un journal féminin". Truhelka était à cette époque au centre d'un réseau de militantes à Zagreb et a dirigé un ménage commun avec l'une de ces femmes pendant 30 ans. Truhelka était à cette époque au centre d'un réseau de militantes à Zagreb et a partagé le foyer avec l'une de ces femmes pendant 30 ans.